# Поха Анатолій Андрійович
Анатолій Андрійович Поха (1950, село Кадиївка Ярмолинецького району Проскурівської області, тепер Хмельницької області — 6 лютого 2023, місто Луцьк) — український діяч, голова Луцького міськвиконкому.

## Біографія
Закінчив Київський інженерно-будівельний інститут.
Трудову діяльність розпочав майстром будівельного управління «Житлобуд-3» тресту «Волиньбуд». З 1977 року працював начальником технічного відділу, головним інженером тресту — майданчика «Луцькпромбуд» комбінату «Волиньпромбуд», потім головним інженером будівельного управління «Промбуд-4». Член КПРС.
З 1979 року — інструктор відділу будівництва Волинського обласного комітету КПУ.
З 1984 — заступник голови виконавчого комітету Нововолинської міської ради народних депутатів Волинської області. Потім працював начальником управління капітального будівництва Луцького міськвиконкому.
У 1987 — лютому 1991 р. — 1-й заступник голови виконавчого комітету Луцької міської ради народних депутатів Волинської області.
У лютому 1991 — липні 1994 р. — голова Луцької міської ради народних депутатів і виконавчого комітету Луцької міської ради народних депутатів Волинської області.
Потім — голова Волинської обласної організації політичної партії «Україна Соборна».
Помер 6 лютого 2023 року в місті Луцьку.